# La Dame de l'Ouest
Pour plus de détails, voir Fiche technique et Distribution.
La Dame de l'Ouest (Una signora dell'ovest) est un western italien réalisé par Carl Koch et sorti en 1942.

## Synopsis
Une actrice de variétés, Arianna, part en voyage vers l'Ouest avec son partenaire Diego, à la recherche de nouvelles opportunités d'emploi. Tous deux rejoignent une caravane, organisée et dirigée par le riche William.

## Fiche technique
- Titre original : Una signora dell'ovest
- Réalisation : Carl Koch
- Scénario : Carl Koch, Lotte Reiniger d'après un roman de Pierre Benoit[1]
- Photographie : Ubaldo Arata
- Musique : Mario Nascimbene
- Montage : Eraldo Da Roma
- Durée : 85 minutes
- Genre : Western
- Dates de sortie : 
  - Royaume d'Italie : 9 février 1942
  - France : 28 avril 1943

## Distribution
- Michel Simon : Butler
- Isa Pola : Arianna
- Rossano Brazzi : William
- Valentina Cortese : Madge
- Renzo Merusi : Diego
- Carlo Duse
- Vittorio Duse
- Cesare Fantoni
- Oreste Fares
- Nicola Maldacea
- Augusto Marcacci
- Amina Pirani Maggi
- Corrado Racca